# ژیانگچنگ
ژیانگچنگ (به لاتین: Jiangcheng District) یک سکونتگاه مسکونی در جمهوری خلق چین است که در یانگژیانگ واقع شده‌است.